# Allée couverte de Coguer Neguinan
L'allée couverte de Coguer Neguinan (Cogueler-Neguignan), appelée aussi dolmen de Palastre, est une allée couverte située Plescop, dans le département français du Morbihan.

## Localisation
Le mégalithe est situé dans un bois, environ à mi-chemin entre les hameaux de Palastre et du Moulin-de-l'Évêque, à environ 1,3 km à vol d'oiseau est-sud-est du bourg de Mériadec.

## Historique
Le monument a été découvert en 1968 par D. Guillas. Il est inscrit au titre des monuments historiques par arrêté du 8 janvier 1970.

## Description
L'allée couverte est ruinée. Elle mesure 8,8 m de long sur 1,20 m de largeur en moyenne. Elle est orientée nord-est/sud-ouest. Elle est délimitée par quatorze orthostates en granite à deux micas dont des affleurements sont visibles à proximité. Sept des huit supports du côté sud sont encore partiellement inclus dans le tumulus, côté nord il ne reste que quatre supports dont deux renversés. Trois dalles de couverture sont encore visibles, la plus grande (3,5 m sur 2) demeurée en place.

## Mobilier archéologique
L'allée couverte n'a pas été fouillée mais un petit mobilier archéologique a été recueilli dans les environs. Le mobilier lithique comprend une lame en silex, un percuteur, un galet en grès taillé et 3 haches polies (dont deux en dolérite). Un fragment de meule, une fusaïole en terre cuite rouge et une pendeloque en schiste complètent l'ensemble.